# Live at River Plate
Live at River Plate ist ein Video- sowie Livealbum der Australischen Hard-Rock-Band AC/DC. Es wurde zuerst als Konzertmitschnitt auf DVD und Blu-ray Disc am 6. Mai 2011 unter dem Label Sony Music veröffentlicht. Aufgenommen wurde das Konzert im Dezember 2009 im Estadio Monumental Antonio Vespucio Liberti, der Heimat des Fußballvereins CA River Plate in Buenos Aires, Argentinien. Die Aufnahmen fanden an drei aufeinanderfolgenden Konzerttagen statt (2., 4. und 6. Dezember 2009) und wurden mit 32 HD-Kameras erfasst. Die Konzerte waren Bestandteil der Black-Ice-Worldtour im Jahr 2009 und 2010. Am 16. November 2012 legte Columbia Records die Konzertmitschnitte ebenfalls als Livealbum als Doppel-CD und dreifach-Vinyl auf. Das Album erreichte die Chartspitze der deutschen Albumcharts und erreichte Goldstatus in Deutschland. Das Videoalbum wurde in Deutschland für mehr als 150.000 verkaufte Einheiten mit Dreifach-Platin ausgezeichnet und zählt zu den meistverkauften Videoalben in Deutschland.

## Set-Liste
1. Rock ’n’ Roll Train
2. Hell Ain’t a Bad Place to Be
3. Back in Black
4. Big Jack
5. Dirty Deeds Done Dirt Cheap
6. Shot Down in Flames
7. Thunderstruck
8. Black Ice
9. The Jack
10. Hells Bells
11. Shoot to Thrill
12. War Machine
13. Dog Eat Dog
14. You Shook Me All Night Long
15. T.N.T.
16. Whole Lotta Rosie
17. Let There Be Rock
18. Highway to Hell
19. For Those About to Rock (We Salute You)